# Димок, Билл
Уильям "Билл" Ричмонд Димок (англ. William  "Bill"  Richmond Dimock ; 7 апреля 1923, Трейл, Британская Колумбия, Канада — 22 ноября 2016, Нью-Гласгоу, Новая Шотландия, Канада) — канадский хоккеист, серебряный призёр чемпионата мира в Швеции (1949).

## Спортивная карьера
Выступал за молодежный хоккейный клуб «Садбери Вулвз».
Являлся капитаном канадской сборной, завоевавшей серебряную медаль на чемпионате мира по хоккею 1949 года в Стокгольме.
Также выступал за клубы Verdun Rams и «Альберта Голден Бирз».
Был введен в Зал спортивной славы в Нью-Глазго. Представлявшей Новую Шотландию на чемпионате Канады по кёрлингу среди ветеранов в 1983 г.
Окончил Альбертский университет по специальности «химическое машиностроение», работал в Canadian Industries Limited (позже ICI).